# Verbindungsamt der deutschen Eisenbahnen der französisch besetzten Zone
Das Verbindungsamt der deutschen Eisenbahnen der französisch besetzten Zone (VADE) wurde 1946 geschaffen, um das Détachement d’Occupation des Chemins de fer Français (DOCF), die Eisenbahnbehörde der Französischen Besatzungsmacht in der Französischen Besatzungszone, nach dem Ende des Zweiten Weltkriegs zu beraten.

## Vorgeschichte
Nachdem der Versuch gescheitert war, für die drei in der französischen Besatzungszone gelegenen Eisenbahndirektionen mit der Oberdirektion der Deutschen Eisenbahnen der französisch besetzten Zone (ODE) eine der Besatzungsmacht genehme Zentralbehörde für alle ihr unterstehenden Eisenbahnen zu schaffen, wurde diese mit der Nôte No. 8 des DOCF vom 13. Juni 1946 aufgelöst und die Leitung der Eisenbahn neu geregelt. Das DOCF nahm die Leitung der Bahn in die eigene Hand: Aus der Aufsichtsbehörde DOCF wurde so selbst eine „Oberdirektion“.

## Gründung
Unter dieser neuen Konstruktion sollte die deutsche Kompetenz erhalten werden, indem zugleich das Verbindungsamt der deutschen Eisenbahnen der französisch besetzten Zone in Speyer, wo ebenfalls das DOFC residierte, geschaffen wurde. Das VADE war zunächst eine Fachbehörde, die gegenüber den drei Eisenbahndirektionen kein Weisungsrecht besaß, sondern ausschließlich das DOFC beriet.

## Organisation
Das VADE unterstand unmittelbar dem Chef des DOFC. Die Abteilungsleiter des VADE wählten aus ihren Reihen einen „Beratenden Delegierten“. Diese Wahl musste vom Chef des DOFC bestätigt werden. Dieser „Beratende Delegierte“ war faktisch die deutsche Spitze der Behörde (eine rechtliche Regelung fehlte). Er beriet den Chef des DOFC – und zwar unabhängig von den Abteilungsleitern des DOCF. Der „Beratende Delegierte“ wurde auch gegenüber internationalen Stellen tätig, wenn der Chef des DOFC das wünschte. Erster „Beratender Delegierter“ war Theodor Acker, damals Leiter der Bauabteilung der Eisenbahndirektion Mainz, später Präsident der Bundesbahndirektion Mainz.

## Entwicklung
Es gelang, eine funktionierende Zusammenarbeit zwischen den Behörden zu organisieren und auch ein arbeitsfähiges Verhältnis zu den Gewerkschaften herzustellen. Erreicht wurde, dass die Besatzung für die Leistungen der Eisenbahn bezahlte, wodurch Einnahmen generiert und der Wiederaufbau und der Betrieb finanziert werden konnten. Rechtsgrundlage waren die Artikel 42–56 der Haager Landkriegsordnung. Entsprechende Vereinbarungen zwischen Besatzungsmacht und Bahn wurden geschlossen, so dass auch Rechts- und Planungssicherheit wieder hergestellt waren. Vielfältige Regelungen wurden erstellt, die etwa die Trümmerbeseitigung auf Kreuzungen von Eisenbahnstrecken mit anderen Verkehrsträgern betrafen, den Schiffsverkehr auf dem Bodensee oder die deutschen Eisenbahnstrecken auf dem Hoheitsgebiet der Schweiz.
In der Praxis agierte das VADE wie eine „Oberdirektion“, ohne allerdings Weisungsrecht gegenüber den drei Einzeldirektionen zu haben. Dieser vom VADE als unbefriedigend empfundene Zustand führte schon am 25. Juli 1946 zu einer Eingabe an die Militärregierung, wieder eine den Einzeldirektionen übergeordnete Behörde mit Weisungsrecht in Speyer einzurichten. Das hatte aber keinen Erfolg.
Zum 17. Oktober 1946 berief die französische Militärregierung an ihrem Sitz in Baden-Baden ein Organisationskomitee ein, das eine neue rechtliche Grundlage für den Eisenbahnbetrieb in der französischen Besatzungszone schaffen sollte. Das VADE war an diesen Arbeiten maßgeblich beteiligt.
Zum 16. Mai 1947 wurde im Rahmen des VADE ein Hauptwagenamt eingerichtet. Dies hatte gegenüber den Eisenbahndirektionen erstmals auch Weisungsbefugnis. Am 7. Juni 1947 verfügte das DOCF, dass das VADE bei allen Angelegenheiten, die die gesamte Besatzungszone betrafen oder als besonders wichtig eingestuft waren, beteiligt werden musste. Außerdem wurde das VADE zuständig für alle Absprachen mit den Eisenbahnen der anderen Besatzungszonen.
Als zum 1. April 1947 das Saarprotektorat von Deutschland abgetrennt wurde, entfiel auch die Zuständigkeit des VADE für diesen Bereich. Das Saarprotektorat erhielt mit den Eisenbahnen des Saarlandes eine eigene Eisenbahnverwaltung.

## Ende
Mittlerweile waren in der französischen Besatzungszone die Bundesländer Rheinland-Pfalz, Baden (Südbaden) und Württemberg-Hohenzollern gegründet worden. Vertreter der Länder beteiligten sich auch an den Beratungen des Organisationskomitees in Baden-Baden, die am 31. Januar 1947 mit dem Entwurf einer Satzung abgeschlossen wurden, die nicht zuletzt auf einem Abkommen der drei Länder beruhte. Abkommen und Satzung wurden von den drei Ländern und der Besatzungsmacht ratifiziert und in den Ländern zum 1. Juli 1947 als Gesetz in Kraft gesetzt. Damit wurde die Betriebsvereinigung der Südwestdeutschen Eisenbahnen gegründet, auf die die Aufgaben des VADE übergingen.